# 澤西代爾 (加利福尼亞州)
澤西代爾（英語：Jerseydale）是位於美國加利福尼亞州馬里波薩縣的一個非建制地區。該地的面積和人口皆未知。

## 地理
澤西代爾的座標為37°33′49″N 119°51′27″W / 37.56361°N 119.85750°W，而該地的平均海拔高度為1152米（即3779英尺）。